# Weatherby Lake
Weatherby Lake è un comune degli Stati Uniti d'America, situato nello Stato del Missouri, nella contea di Platte.